# Business Crime Control
Business Crime Control e. V. (BCC) wurde 1991 als gemeinnütziger Verein gegründet. Hauptziel ist, über die Demokratie-, Sozial- und Umweltschädlichkeit von Wirtschaftskriminalität aufzuklären. Es werden Fallanalysen und Recherchen erstellt sowie wissenschaftlich gestützte Beratung geleistet. Insbesondere die Nahtstelle und Überlappung von krimineller und legaler Ökonomie sind Schwerpunkte der Aufklärung. In einem auf die Gewinnmaximierung ausgerichteten Wirtschaftssystem ist der Widerspruch zwischen dem Gemeinwohlinteresse und den Einzelinteressen der Kapitaleigner, insbesondere der großen Global Player, eine systemimmanente Konstante. Diesen Widerspruch zu berücksichtigen hält der Verein für die Bekämpfung von Wirtschaftskriminalität, Organisierter Kriminalität und Korruption für unerlässlich.
Der Verein publiziert unter anderem über: „Big Business Crime. Theorie, Praxis und Kritik der kriminellen Ökonomie“ – Beilage in der Zeitschrift der Coordination gegen BAYER-Gefahren „Stichwort Bayer“.

## Geschichte
BCC wurde 1991 gegründet und zählte im Jahr 2023 nach eigenen Angaben etwa 120 Mitglieder. Dem Vorstand gehören an: Herbert Storn (Vorsitzender seit 2023), Herbert Stelz (stellvertretender Vorsitzender) Victoria Knopp (Schriftführerin) Eberhard Ruoff (Kassierer), Reiner Diederich, Frank Ebert und Hans Möller (jeweils als Beisitzer).
Gründungsvorsitzender und seit Juni 2011 Ehrenvorsitzender ist Hans See, Politikwissenschaftler und Wirtschaftskriminologe, von 1976 bis 1999 an der Fachhochschule Frankfurt am Main. Zu den Gründungsmitgliedern gehörten außerdem:
- Dieter Schenk, ehemaliger Leiter der Stabsstelle Interpol des BKA und BKA-Kritiker.
- Manfred Such, Kriminalhauptkommissar, vormals MdB für die Partei Bündnis 90/Die Grünen.
- Rolf Knecht, ehemaliger Gesamtbetriebsratsvorsitzender und in dieser Funktion Aufsichtsratsmitglied der Honeywell AG Deutschland

Das Erscheinen des Buches Kapital-Verbrechen – Die Verwirtschaftung der Moral (Hans See, 1990) gilt als ein Auslöser zur Gründung von BCC. Der Verein finanziert sich durch Mitgliedsbeiträge und Spenden. Er wird weder von staatlichen Organisationen gefördert, noch können Wirtschaftsunternehmen BCC-Mitglied werden.

### Auszeichnungen
Am 18. November 2007 erhielt Business Crime Control in München den Golden Award of Change der Künstlerin Lucia Dellefant.

## Vereinszweck
Neben bekannten illegalen Praktiken wie Korruption, Steuerhinterziehung, Geldwäsche, Amtsmissbrauch, Kartellbildung mit Preisabsprachen, Angebotsmanipulation, Insidergeschäfte, Anlagebetrug und Umweltzerstörung, kritisiert der Verein auch bislang legale wirtschaftliche Praktiken, die Individuen, Gesellschaft und Gemeinwesen schädigen. Des Weiteren Geschäftspraktiken, die bislang von Gesetzen nicht erfasst werden, wie Nahrungsmittelspekulation, profitgetriebene Entlassung von Arbeitnehmern und Scheingeschäfte.
Der Verein gibt die Zeitschrift BIG Business Crime. Theorie, Praxis und Kritik der kriminellen Ökonomie heraus.
Als Fachzeitschrift gibt es sie seit 2005; zuvor erschien ab 1992 Business Crime – Sozialökologische Demokratie statt Wirtschaftsverbrechen. Zur Redaktion gehören Victoria Knopp, Reiner Diederich, Gerd Bedszent und Joachim Maiworm. Die Zeitschrift erschien zunächst vierteljährlich als eigenständiges Printmedium, seit Ende 2019 vierteljährlich als Beilage zum Periodikum Stichwort Bayer, herausgegeben von der Coordination gegen Bayer-Gefahren. Diese und die erweiterte Internet-Ausgabe sind auf der Website von Business Crime Control aufrufbar.
Laut Satzung sieht BCC seine Aufgaben in:
- der Förderung der wissenschaftlichen Erforschung der Ursachen, Strukturen, sozialer, politischer, ökologischer, aber auch immaterieller Folgeschäden von Wirtschaftskriminalität
- Bildung und Fortbildung
- Aufklärung der Bevölkerung über wissenschaftliche Erkenntnisse und Probleme
- Unterstützung von Recherchen und Veröffentlichungen über den Missbrauch von Wirtschaftsmacht
- Politikberatung und dem Aufzeigen von Möglichkeiten der Vermeidung und Bekämpfung von Wirtschaftsverbrechen im weitesten Sinne.

## Tätigkeiten
Beispiele für die Tätigkeiten des Vereins:
- BCC leistete in den 1990er Jahren Beiträge, Wirtschaftskriminalität als wissenschaftliches und publizistisches Dauerthema zu etablieren. In einem Sammelband der BCC-Gründer Hans See und Dieter Schenk beleuchtete BCC-Mitglied Erich Diefenbacher bereits 1992 zum ersten Mal die Funktionsweise Liechtensteiner Stiftungen bei Geldwäsche und ähnlichen Transaktionen. Im Oktober 1996 fand in Frankfurt am Main ein von BCC (zusammen mit der FH Frankfurt) veranstalteter Kongress zum Thema Wirtschaftskriminalität – Kriminelle Wirtschaft statt, der durch einen von Hans See und Eckart Spoo herausgegebenen gleichnamigen Sammelband (Heilbronn 1997) dokumentiert ist. Werner Rügemer war der erste Autor, der Zusammenhänge im Skandal um die Kölner Müllverbrennungsanlage publizierte.
- BCC beteiligte sich im Jahre 2003 an Widerstandsaktivitäten gegen Cross-Border-Leasing in Frankfurt am Main.
- Zum 20-jährigen Jubiläum der Verhinderung von „Cross-Border-Leasing“ der Frankfurter U-Bahn gab es eine Matinée zum Thema „Bürgerbegehren verhindert finanzielles Desaster für die Stadt“ mit den damaligen Akteuren Hans See und Herbert Storn.[6]

Einmal im Jahr veranstaltet BCC eine Jahrestagung, die sich kritisch mit dem Zusammenhang von Wirtschaft und Kriminalität auseinandersetzt.
2021 wurde das 30-jährige Jubiläum von BCC zunächst mit „Reflexionen zu 30 Jahren BCC“ von Hans See eingeleitet. Es folgte die Fachtagung zum Thema „Vergehen an Klima und Umwelt - staatlich genehmigt und gefördert? Die Fälle Gigafactory Tela und Kali + Salz AG“. Die Referenten waren Walter Hölzel vom Werra-WeserAnrainerkonferenz e. V. Er sprach zu „Kaliherstellung in Deutschland - ein seit Jahrzehnten eingeübtes System zur Umgehung des Rechts“. Thorsten Deppner, Anwalt für Umweltrecht, Berlin, referierte zu „Großindustrieansiedlung auf zweifelhafter Rechtsgrundlage. Der Fall Tesla in Brandenburg“. Die Tagung wurde unterstützt von Attac Frankfurt am Main und KunstGesellschaft. (Siehe die Berichte dazu in der BIG-Beilage Nr. 4/2021, www.businesscrime.de).
Die Fachtagung 2022 stand unter dem Titel „Cum/Ex-Skandal, Steuerbetrug mit System - Business Crime in der Aufarbeitung“. Joachim Maiworm referierte zur Vorgeschichte und zur langjährigen Beschäftigung von BCC und BIG Business Crime mit dem Thema. Lorenz J. Jarass trug sein Modell „Kapitelertragssteuerbetrug einfach verhindern“ vor. Herbert Storn vom BCC-Vorstand referierte „Zur strukturellen Kriminalitätsaffinität des Kapitals und seinen Implikationen für die gegenwärtigen Auseinandersetzungen“.
2023 stand die Fachtagung unter dem Thema „Geldwäsche und Steuerbetrug - ein nicht zu lösendes Problem?“: Die Steuerfahnderin  Birgit E. Orths, Autorin des Bestsellers Als Steuerfahnderin auf der Spur des Geldes, referierte aus ihrer langjährigen Praxis über die Behinderungen Ermittlungsarbeit, auch durch staatliche Entscheidungen. Dirk Peglow, Vorsitzender des Bundes Deutscher Kriminalbeamter e. V., berichtete über Vollzugsdelikte bei der Verfolgung von Geldwäsche und Steuerbetrug.
BCC veranstaltet seit 2006 regelmäßig gemeinsam mit der KunstGesellschaft Frankfurt a. M. sonntägliche Matineen zu politischen und kulturellen Themen im Frankfurter Club Voltaire.

## Preisverleihungen - Liste der BCC-Preisträger von 1993 bis 2017
Vorbemerkung: Die Bürger- und Menschenrechtsorganisation Business Crime Control (BCC) vergibt seit 1993 einen Preis für besonderes Engagement bei der Aufklärung von Wirtschaftsverbrechen. Die Preisträger bewiesen Zivilcourage, weil sie oft ihren Arbeitsplatz verloren und viele Nachteile zu ertragen hatten.
- 1993: Erster Preisträger war die Coordination gegen Bayer Gefahren (CBG). Gründer und Vorsitzender war Axel Köhler-Schnura (Düsseldorf), der mit seinem Verein vor dem Bundesverfassungsgericht einen Sieg gegen den Bayer-Konzern errungen hatte.
- 1994: Preisträger war der Bielefelder Kriminalhauptkommissar Karl-Heinz Wallmeyer. Er brachte durch eigenmächtige Ermittlungen an der Staatsanwaltschaft vorbei den anonym angezeigten Fall des Sportbodenherstellers Friedel Balsam ins Rollen. Damit half er eines der bis dahin größten Wirtschaftsverbrechen der Nachkriegszeit aufzudecken.
- 1995: Den Preis erhielt die Initiative Holzschutzmittelgeschädigter. Den Fall der Firma DESOWAG hatte Staatsanwalt Erich Schöndorf bearbeitet. Vor dem Landgericht Frankfurt am Main ging es um die Grundsatzfrage, wie viel Gift in einem allgemein zugänglichen Produkt straffrei unter die Leute gebracht und in die Umwelt eingetragen werden darf. Zwei Desowag-Manager saßen stellvertretend für die gesamte chemische Industrie auf der Anklagebank und wurden in erster Instanz verurteilt. Der BGH kassierte das Urteil mit einer lapidaren Verfahrensrüge. Schöndorf quittierte den Justizdienst und wurde Professor für Umweltrecht an der FH Frankfurt am Main. Jahrelang war er auch Vorsitzender von BCC.
- 1996: Den Preis erhielt der in Köln lebende nigerianische Student und Journalist Peter Emirokan Donatus. Er hatte eine Kampagne gegen den Shell-Konzern in Gang gesetzt und dessen Zusammenarbeit mit der korrupten Regierung seines Heimatlandes angeprangert. Diese hatte den Nobelpreisträger für Literatur und Umweltaktivisten Ken Saro Wiwa mit seinen Mitstreitern kaltblütig ermorden lassen.
- 1997: Den Preis erhielten Pater Gregor Böckermann und die Ordensleute für den Frieden (IOF) für ihre langjährigen Mahnwachen vor der Deutschen Bank. Böckermann und die IOF prangerten deren Politik schon zu Zeiten an, als die Bank noch nicht wegen krimineller Aktivitäten im Fokus der Öffentlichkeit stand.
- 2005: Den Preis erhielt der Vorsitzende des Frankfurter Mieterbündnisses City West, Ralf Harth. Das Bündnis kämpfte gegen Mieterhöhungen bei der Wohnungsgesellschaft ABG. Diese verklagte Harth wegen Verleumdung. In diesem Zusammenhang gründete BCC den Rechtshilfefonds Pro Veritate. Daraus wurden mehrere Autoren in ihren Prozessen unterstützt.
- 2009: Den Preis erhielt Andreas Kliem, Autor des Buches „Die Kongoverbrechen“, erschienen im Frankfurter Nomen Verlag.
- 2010: Preisträger war der Fernsehjournalist und Filmemacher Martin Kessler unter anderem für seine Arbeit über Umweltverbrechen in Brasilien.
- 2011: Den Preis erhielt in diesem Jahr der Tourismus-Unternehmer Günter Kozica aus Calden.
- 2017: Preisträger war der investigative Frankfurter Journalist und Sachbuchautor Jürgen Roth, der wenige Tage nach der Bekanntmachung verstarb.

## Publikationen
BCC-Mitglieder zum Thema Wirtschaftskriminalität
- Gerd Bedszent: Wirtschaftsverbrechen und andere Kleinigkeiten. Nomen Verlag, Frankfurt am Main 2017
- Reiner Diederich / Gerhard Löhlein (Hrsg.): Entfesselte Wirtschaft – Gefesselte Demokratie. Nomen Verlag, Frankfurt am Main 2009
- Jürgen Roth: Gangsterwirtschaft. Wie uns die organisierte Kriminalität aufkauft. Eichborn Verlag, Frankfurt am Main 2010
- Jürgen Roth: Die neuen Paten: Trump, Putin, Erdogan, Orbán & Co. - Wie die autoritären Herrscher und ihre mafiosen Clans uns bedrohen. Heyne Verlag, München 2017
- Werner Rügemer: Cross-Border-Leasing. Verlag Westfälisches Dampfboot, Münster 2004
- Werner Rügemer: Imperium EU: Arbeitsunrecht. Krise und neue Gegenwehr. Papyrossa Verlag, Köln 2021
- Hans See: Kapital-Verbrechen. Die Verwirtschaftung der Moral. Claassen Verlag, Düsseldorf 1990
- Hans See / Dieter Schenk (Hrsg.): Wirtschaftsverbrechen. Der innere Feind der freien Marktwirtschaft. Kiepenheuer und Witsch Verlag, Köln 1992
- Hans See / Eckart Spoo: Wirtschaftskriminalität. Kriminelle Wirtschaft. Distel-Verlag, Heilbronn 1997
- Hans See: Wirtschaft zwischen Demokratie und Verbrechen. Grundzüge einer Kritik der kriminellen Ökonomie. Nomen Verlag, Frankfurt am Main 2014
- Dieter Schenk: Auf dem rechten Auge blind – Die braunen Wurzeln des BKA. Kiepenheuer und Witsch, Köln 2001
- Erich Schöndorf: Von Menschen und Ratten – über das Scheitern der Justiz im Holzschutzmittel-Skandal. Verlag die Werkstatt, Göttingen 1998
- Erich Schöndorf: Strafjustiz auf Abwegen. Ein Staatsanwalt zieht Bilanz. Fachhochschulverlag, Frankfurt am Main 2001
- Herbert Stelz: Artikel in DIE ZEIT[10]
- Herbert Storn: Business Crime – Skandale mit System. Über Konzernverbrechen, kriminelle Ökonomie und halbierte Demokratie. Büchner Verlag, Marburg 2021

- Unternehmer-Lobby reagiert sehr zurückhaltend auf das Thema Korruption, Interview mit Werner Rügemer (Business Crime Control), VDI nachrichten, Düsseldorf, 9. Mai 2008
- Rechtsfreie Wirtschaft – Business Crime Control im Ehrenamt, Reinhard Jellen in junge Welt, 20. November 2007[5]
- Sascha Zoske: Ein Kämpfer gegen den Staat im Staat – Hans See will weiter Wirtschaftskriminellen das Handwerk legen. In: Frankfurter Allgemeine Zeitung. 18. Juni 2002.
- Kapital-Verbrechen auf der Spur – ein privater Verein kämpft gegen kleine und große Wirtschaftskriminelle, Herbert Stelz in Die Zeit, Nr. 39, 22. September 1995
- Blinder Fleck – Ein deutscher Professor hat einen Verein gegen mafiose Praktiken in der Wirtschaft gegründet, aus Der Spiegel Nr. 23/1991[1]